# ليزلي فاولر
ليزلي فاولر (بالإنجليزية: Leslie Fuller)‏ هو ممثل بريطاني (وحمل سابقاً جنسية المملكة المتحدة لبريطانيا العظمى وأيرلندا)، ولد في 9 أكتوبر 1888، وتوفي في 24 أبريل 1948.

## وصلات خارجية
- ليزلي فاولر على موقع IMDb (الإنجليزية)
- ليزلي فاولر على موقع قاعدة بيانات الفيلم (الإنجليزية)